# بيتي ريماك
بيتي ريماك (من مواليد 14 يناير 1976 ) هي لاعبة كرة طائرة كرواتية. 
كانت تلعب في المنتخب الوطني الكرواتي للسيدات لكرة الطائرة . شاركت مع المنتخب الوطني في الألعاب الأولمبية الصيفية لعام 2000 في سيدني، أستراليا، وحصلت على المركز السابع. 

## روابط خارجية
- بيتي ريماك على موقع عالم الكرة الطائرة (الإنجليزية)
- بيتي ريماك على موقع دوري الدرجة الأولى الإيطالي للكرة الطائرة - سيدات (الإيطالية)
- بيتي ريماك على موقع أوليمبيديا (الإنجليزية)